# Million Dollar Legs
Million Dollar Legs (Brasil: Ela Prefere os Atletas ou Elas Preferem um Atleta ) é um filme estadunidense de 1939 dirigido por Nick Grinde e Edward Dmytryk, estrelando Betty Grable no papel principal. Foi produzido por William C. Thomas pelos estúdios da Paramount Pictures.

## Produção
O título de trabalho deste filme foi Campus Dormitory. As cenas externas do filme foram filmadas em San Pedro em Los Angeles, e no curso de remo olímpico em Long Beach, Califórnia. O ator John Hartley substituiu William Henry, que estava ocupado com outro filme.
De acordo com uma notícia do The Hollywood Reporter em 13 de abril de 1939, dez dias depois de iniciar as filmagens, o diretor Nick Grinde foi substituído (devido uma infecção na garganta grave) pelo editor Edward Dmytryk. De acordo com o Hollywood Reporter, os executivos da Paramount haviam contratado Grinde para dirigir dois filmes no estúdio; mas após o primeiro filme ter sido decepcionante, o produtor Harold Hurley sugeriu Dmytryk para atuar como codiretor, mas sem nenhuma autoridade sobre Million Dollar Legs.

## Elenco
- Betty Grable ... Carol Parker
- John Hartley ... Greg Melton Jr.
- Buster Crabbe ... técnico Jordan (como Larry Crabbe)
- Donald O'Connor ... Sticky Boone
- Jackie Coogan ... Russ Simpson
- Dorothea Kent ... Susie Quinn
- Joyce Mathews ... Bunny Maxwell
- Peter Lind Hayes ... Freddie 'Ten-Percent' Fry (como Peter Hayes)
- Richard Denning ... Hunk Jordan
- Phil Warren ... Buck Hogan
- Edward Arnold Jr. ... Blimp Garrett
- Thurston Hall ... Gregory Melton Sr.
- Roy Gordon ... Dean Wixby
- Matty Kemp ... Ed Riggs
- William Tracy ... Egghead Jackson